# Aethra scruposa
Aethra scruposa is een krabbensoort uit de familie Aethridae. De wetenschappelijke naam werd gepubliceerd in 1764 door Carl Linnaeus.